# Adriana Marais
Adriana Marais es una física teórica, tecnóloga y defensora de la exploración extraterrestre sudafricana.  Es directora de la Fundación para el Desarrollo Espacial de África,  una organización que tiene como objetivo enviar la primera misión de África a la Luna, el Proyecto Africa2Moon. Es la fundadora de Proudly Human,  una iniciativa del cual es el Proyecto Off-World, una serie de experimentos habitacionales en los ambientes más extremos de la Tierra. 
Por su investigación en biología cuántica y los orígenes de la vida, recibió premios, incluido el Premio Internacional L'Oreal-UNESCO Rising Talent 2015.   En 2020, estuvo entre los cinco finalistas mundiales del premio a la mujer más disruptiva en tecnología de Women in Tech. 

## Educación y carrera
Marais completó una licenciatura con honores de primera clase (física teórica) en la Universidad de Ciudad del Cabo (UCT)  en 2004, seguida de una maestría summa cum laude (criptografía cuántica) en la Universidad de KwaZulu-Natal (UKZN)  en 2010. Obtuvo un doctorado (biología cuántica) de UKZN en 2015  por su investigación sobre los efectos cuánticos en la fotosíntesis y su investigación postdoctoral se centró en los orígenes de las moléculas prebióticas y la vida misma. Se matriculó en la UCT en 2019 como candidata a doctorado en economía con especialización en sistemas económicos para entornos con recursos limitados. 
Durante sus estudios de posgrado, dio conferencias en UKZN de 2007 a 2013 y fue investigadora visitante en el Centro de Tecnologías Cuánticas de Singapur de 2011 a 2012. 
De 2017 a 2019, fue Jefa de Innovación en SAP África  y en 2018 se incorporó a la facultad de Singularity University .   En 2019, Marais fundó Proudly Human, una organización que se centra en la construcción de infraestructura y equipos en entornos extremos en preparación para la vida en la Luna, Marte y más allá, así como en brindar soluciones para quienes viven en condiciones difíciles aquí en la Tierra. 
Es miembro del equipo de trabajo asesor del gobierno sudafricano sobre la Cuarta Revolución Industrial (4IR), la combinación de hardware, software y biología con un enfoque en la comunicación y la conectividad. 

### Proudly Human
El Proyecto Off-World de Proudly Human demostrará la resiliencia humana, la sostenibilidad y el espíritu comunitario incluso en los entornos más extremos a través de determinación, imaginación, investigación e innovación. El proyecto prepara la vida en la Luna, Marte y más allá, además de brindar soluciones para quienes viven en condiciones difíciles aquí en la Tierra. Durante los próximos años, Proudly Human llevará a cabo una serie de experimentos habitacionales, construyendo comunidades e infraestructura fuera de la red en los ambientes más extremos del planeta, desde el desierto hasta la Antártida y bajo el océano. Cada experimento durará varios meses, generará innovación e investigación impulsadas por la exploración y será filmado para una serie documental. 
En 2019, Marais completó búsquedas de ubicaciones en el interior de la Antártida y el desierto de Omán. El 1 de febrero de 2021 se abrió una convocatoria global de solicitudes de tripulación para el Proyecto Off-World. 

### Fundación para el desarrollo espacial
Marais fue coordinadora de proyectos especiales de la Fundación para el Desarrollo Espacial en 2016,  y en 2017 se convirtió en codirectora con Carla Sharpe y Khutšo Ngoasheng. La organización tiene como objetivo enviar la primera misión de África a la Luna con el Proyecto Africa2Moon, además de impulsar proyectos que incluyen la minería de asteroides; proyectos de gestión de desastres basados en un modelo climático solar geomagnético; y otros usos de big data en el espacio.  La Fundación tiene como objetivo inspirar a los niños de los países en desarrollo a través de la educación y la ciencia, y fomenta la investigación tecnológica en áreas que incluyen la investigación espacial, la inteligencia artificial y la robótica y las tecnologías de comunicación de código abierto.

### Marte uno
En 2013, Marais se ofreció como voluntaria para el Proyecto Mars One, una organización privada que planifica viajes de ida para establecer el primer asentamiento humano en Marte en 2026. Marais fue preseleccionado como uno de los 100 candidatos a astronauta del proyecto. Sin embargo, en febrero de 2019, Mars One se declaró en quiebra.

### Red Global Tod'Aérs [TGN]
En 2020, Marais fue nombrada presidente de Ciencias Espaciales de la asociación público-privada global (PPP) Tod'Aérs Global Network [TGN] fundada por el inventor y asesor congoleño-togolés Manuel Ntumba. Actualmente, se desempeña como miembro de la junta directiva y presidenta global de ciencia e investigación de la red. 

## Membresía y reconocimiento
Marais ha recibido varios premios, entre ellos:
- Una de las 5 finalistas mundiales del premio a la mujer más disruptiva en tecnología de Women in Tech (2020)
- Medalla Meiring Naude de la Real Sociedad de Sudáfrica para un joven investigador excepcional (2016)
- Alumna del 66.º programa de Física del Premio Nobel de Lindau (2016)
- Premio al Talento en Ascenso del Foro Mundial de Mujeres (2016)
- Premio Internacional L'Oreal-UNESCO Rising Talent (2015) [1]
- Premio de beca para mujeres en la ciencia del Departamento de Ciencia y Tecnología 2010

## Vida personal
En 2016, Marais completó el ultramaratón de 56 km Two Oceans.  En 2017, alcanzó la cima del pico Uhuru, monte Kilimanjaro .